# História da Cidade do México
A Cidade do México foi fundada em 1325 pelos Astecas e corresponde à antiga Tenochtitlán, que exerceu desde os tempos coloniais uma notável influência intelectual em toda a América espanhola.
Esta antiga cidade correspondeu ao centro do Império Azteca ou mexica. Foi fundada por Tenoch, no século XIV, quando uma das ilhas do lago Texcoco foi ocupada por um grupo de antigos mexicas. A ilha estava ligada por três calçadas à terra firme e era protegida por um sistema de diques. As calçadas Iztalapa, por onde entraram os espanhóis, Tlacopan, por onde Hernán Cortés fugiu, e Guadalupe, eram atravessadas por canais e decoradas por jardins flutuantes. A povoação possuía estradas, estreitas e sinuosas, interceptadas por canais labirínticos, palácios e templos. A disposição dos bairros residenciais reflectia a estratificação social. O centro era "Teocalli", templo dedicado aos deuses guerreiro e da chuva.
Vários nomes de fundadores da antiga cidade do México são recordados nas tradições dos Aztecas, entre as quais se destaca Aatzin ou Aatzin Ahal que foi um dos 4 personagens mais importantes de um grupo de 20 anciãos que são recordados na língua azteca.

## Período colonial

Mapa da Nova Espanha de 1523 a 1810.

No período da Nova Espanha (1523-1810) ou Vice-reinado da Espanha, a Cidade do México era a capital do reino, os territórios da Nova Espanha eram México, Guatemala, El Salvador, Honduras, Nicarágua, Costa Rica, Cuba, República Dominicana, Porto Rico e Filipinas, assim como os atuais estados dos Estados Unidos: Califórnia, Texas, Arizona, Novo México, Nevada, Colorado, Utah e Oklahoma.
Neste período se construiu a Catedral Metropolitana da Cidade do México, a maior obra de arquitetura barroca do mundo. As casas típicas desapareceram, secaram as ruas e na velha Praça de Teocalli construiu-se a Praça Maior. Foi o conquistador Cortés que, a mando de Espanha, construiu a cidade sobre as ruínas da antiga cidade. Era de lá que partiam todas as incursões espanholas efectuadas no país.

## Período pós-colonial

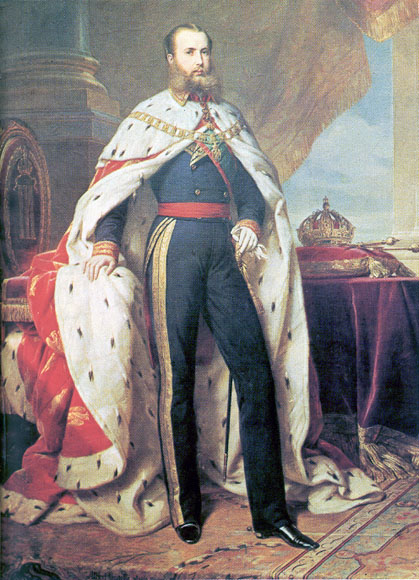
Maximiliano I.

Durante as "guerras" de Independência do México, a intervenção americana, as intervenções francesas (guerra dos pastéis e a intervenção de 1862), a reforma e a Revolução Mexicana, a cidade do México não foi muito afetada já que todas se iniciaram fora da cidade e as batalhas se realizaram na sua maioria no interior do país. Por isso, a maioria dos monumentos e edifícios não foram afetados.
O segundo Império Mexicano estabeleceu-se com a entrada de Maximiliano I do México em 1864 trazendo grandes obras para a cidade, construindo entre outras coisas o "Paseo da Reforma" e ampliando a Alameda Central. Durante o período conhecido como Porfiriato de 1873 a 1910, a cidade sofreu mudanças como importantes avenidas, parques e praças, monumentos e palácios, época contagiada pelo afrancesamento que viveram também outras cidades da época (como Viena, Boston e Buenos Aires, entre outras).
Após a proclamação da independência, em 27 de Setembro de 1821, os conflitos que se travaram até o final do século XIX dificultaram o desenvolvimento da cidade. Nos princípios do referido século, a cidade expandiu-se e nasceram as primeiras "colônias" residenciais, mas após a revolução o seu crescimento populacional aumentou. A partir de 1920 desenvolveram-se novos planos de urbanização.

## Século XX

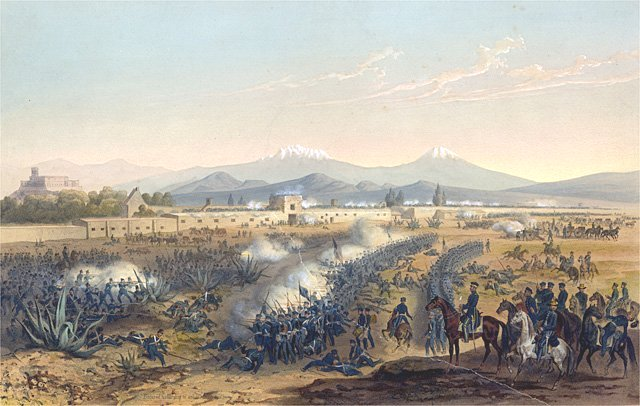
A Batalha de Molino del Rey durante a Guerra Mexicano-Americana, pintura de Carl Nebel.

Em 2 de outubro de 1968, o governo do presidente Gustavo Díaz Ordaz reprimiu brutalmente uma manifestação pacífica de estudantes na Praça das Três Culturas, na Matança de Tlatelolco, na qual perderam a vida ou "desapareceram" -segundo versões- milhares de pessoas.
Em 19 de setembro de 1985 um terremoto de 8,1 graus na Escala Richter causou sérios danos no centro da cidade, os edifícios históricos resistiram com danos mínimos. Construções mais novas não resistiram e morreram, oficialmente, 6 000 pessoas (fontes extra-oficiais calculam entre 8 000 e 20 000 mortes).